# Pnigalio neolongulus
Pnigalio neolongulus är en stekelart som beskrevs av Yoshimoto 1983. Pnigalio neolongulus ingår i släktet Pnigalio och familjen finglanssteklar. Inga underarter finns listade i Catalogue of Life.